# Codex Laudianus

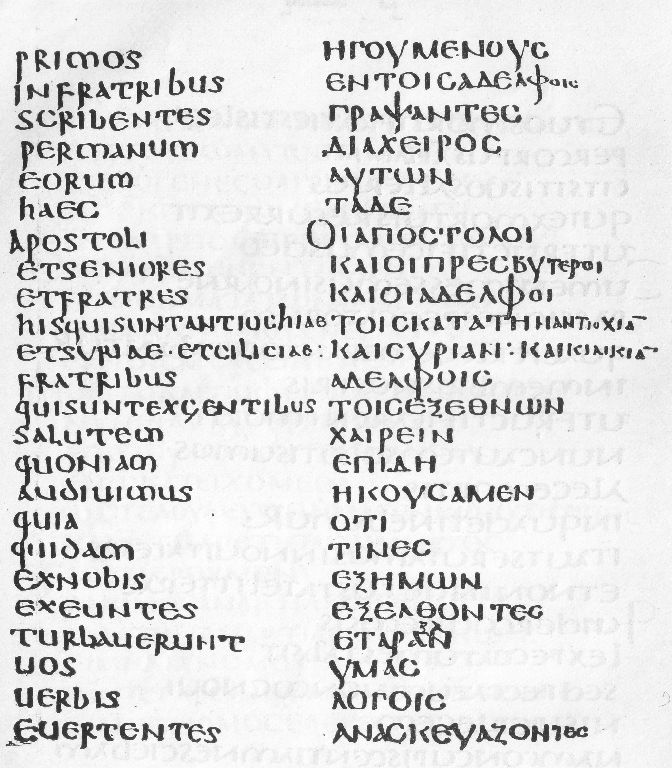
Sida ur Codex Laudianus

Codex Laudianus, Gregory-Aland č. 08), označovaný obvykle písmenem Ea, je řecký pergamenový kodex pocházející z 6. století. Své jméno má podle města Clermont, kde se do roku 1656 kodex nacházel. Skládá se z celkem 227 listů. Kodex obsahuje text Skutky apoštolů.
Rozměry rukopisu jsou přesně čtvercové o straně 27×22 cm.
Kodex je uložen v Bodleian Library (Laud. Gr. 35 1397, I,8).